# Vice pastorshuset
Vice Pastorshuset är ett byggnadsminne i centrala Uppsala. Byggnaden är en av flera hus med medeltida anor på Domberget vid Uppsala domkyrka, med husets andra sida riktad mot S:t Eriks torg. Under medeltiden användes byggnaden som kanikhus och bostad för klockaren. Vice Pastorshuset var en av de många byggnader som allvarligt skadades under stadsbranden i Uppsala 1702. Huset restaurerades och gavs sin nuvarande form 1730, troligtvis efter ritningar av arkitekten Carl Hårleman. Byggnaden fick därefter sitt namn efter att ha bebotts av en vice pastor. Idag ägs byggnaden av Uppsala kyrkliga samfällighet.
1935 utsågs Vice pastorshuset till statligt byggnadsminne och 2002 till byggnadsminne enligt kulturmiljölagen. Motiveringen till detta är att bevara den typiska stilen för tiden och arkitekten, för att bevara den historiska miljön kring domkyrkoberget, dess kontinuerliga funktionalitet samt det faktum att småskalig bebyggelse inpå domkyrkor idag är mycket ovanligt.